# Livia Orestilla

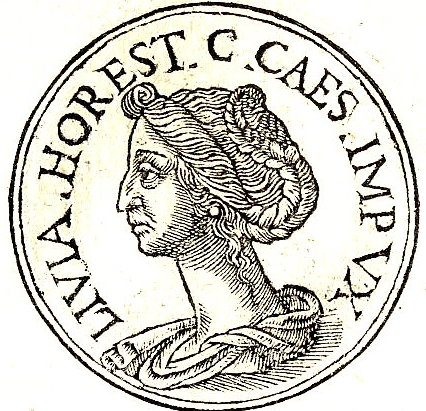
Livia Orestilla från Promptuarium Iconum Insigniorum.

Livia Orestilla, född okänt år, död okänt år, var en romersk kejsarinna, gift med kejsar Caligula.
Hon gifte sig år 36 eller 37 med senator Gaius Calpurnius Piso, men enligt både Dio Cassius och Suetonius tvingades maken annullera äktenskapet under bröllopet på order av Caligula, som gifte sig med henne och lät förklara att han hade stulit sig en maka på samma sätt som Romulus och Augustus. Han skilde sig från henne efter några dagar och förvisade henne år 39 eller 40, misstänkt för att ha återvänt till sin första make.

### Webbkällor
- Dio Cassius, Historia Romana, LIX:8:7
- Suetonius, De vita Caesarum: Caligula, XXV:1
- Tacitus, Annales, XV:53